# Miroslava Topinková Knapková

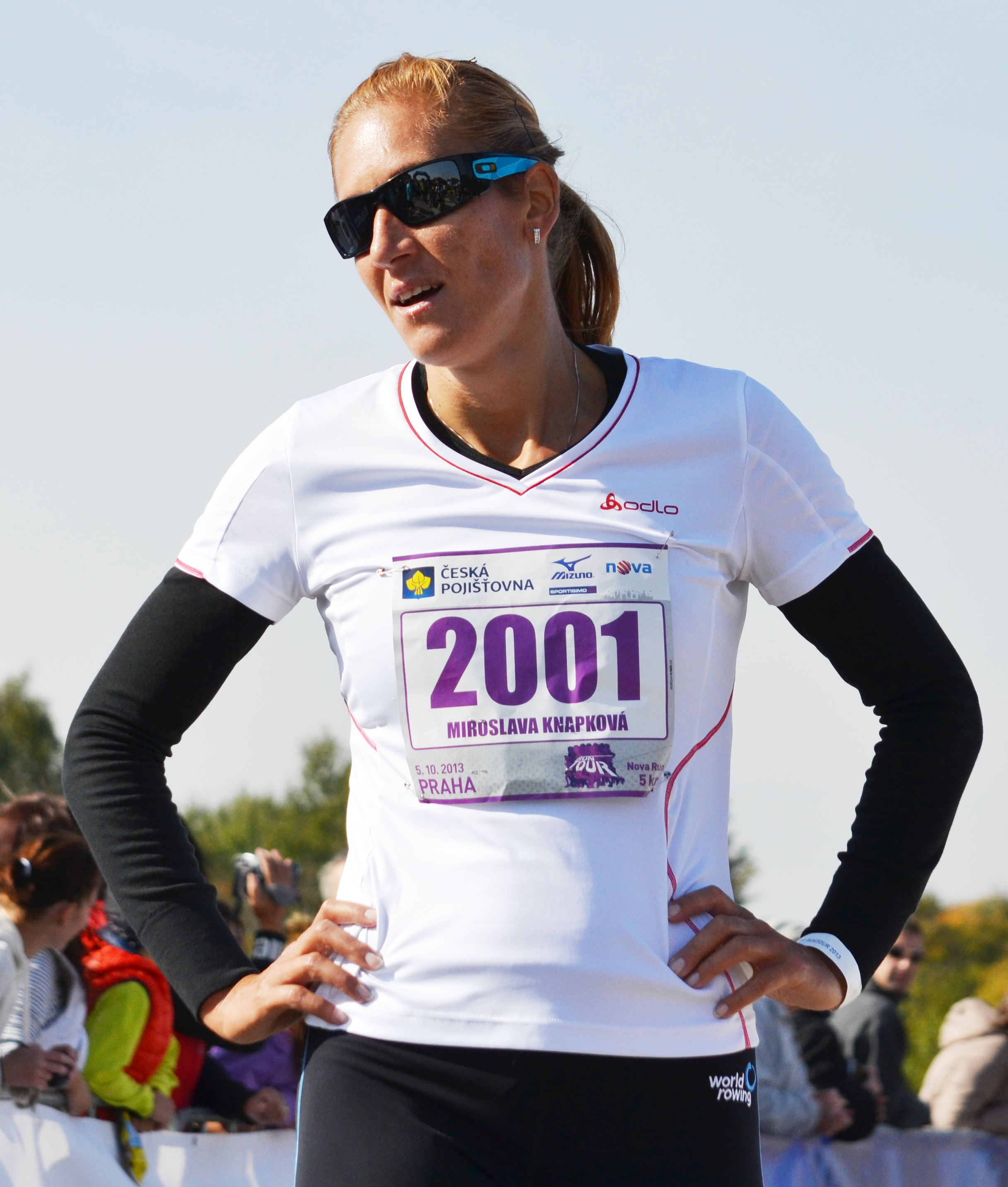
Na běžeckých závodech v Praze (2013)

Miroslava Topinková Knapková (* 19. září 1980 Brno), dívčím příjmením Knapková, je česká veslařka–skifařka, olympijská vítězka ve skifu z LOH 2012 v Londýně, mistryně světa pro rok 2011, vítězka Světového poháru 2002 a 2009, mistryně Evropy z let 2008, 2011, 2013 a 2014, akademická mistryně světa 2002 a také několikanásobná mistryně České republiky.

## Sportovní kariéra
V dětství se věnovala běhu na lyžích. S veslováním začala v devatenácti letech ve veslařském oddílu TJ Lodní sporty Brno, do té doby se věnovala lehké atletice, běhu na středních tratích. Po přestěhování do Prahy závodí za VK Slavia Praha. V roce 2011 se na slovinském jezeře Bledu stala mistryní světa ve veslování na skifu, v roce 2012 i olympijskou vítězkou.

## Ocenění
V roce 2012 počtvrté získala české ocenění veslař roku, kromě toho jí Český olympijský výbor udělil i prestižní sportovní Cenu Jiřího Gutha-Jarkovského.

## Osobní život
Pochází z veslařské rodiny, oba její rodiče reprezentovali Československo ve veslování. Její otec Miroslav Knapek startoval na LOH 1976 (dvojka bez kormidelníka společně s Vojtěchem Caskou, 6. místo) i na moskevské olympiádě v roce 1980, kde na dvojce bez kormidelníka společně s Miroslavem Vraštilem skončil na 5. místě. O víkendu 3. a 4. října 2015 se provdala za Pavla Topinku. Dne 13. září 2017 se jim narodila dcera Adéla, dne 11. září 2020 se jim narodil syn Lukáš .
Jejím trenérem i životním partnerem byl Tomáš Kacovský.

## Zajímavosti
- Do roku 2013 osmkrát zvítězila na Pražských primátorkách v kategorii skifu. V roce 2011[4] i v roce 2012[5] startovala na osmiveslici. Při jubilejním 100. ročníku Pražských primátorek v roce 2013 se dne 20. 9. zúčastnila i závodu univerzitních osmiveslic, ve kterém startovala společně s muži, 22. 9. pak vyhrála závod ve skifu žen.
- V celé historii československého a českého veslování šlo teprve o třetí zlatou olympijskou medaili (po LOH 1952 – čtyřka s kormidelníkem a LOH 1960 – dvojskif Václav Kozák, Pavel Schmidt), a vůbec první olympijskou medaili, kterou ve veslování získala česká žena, zároveň šlo i o první individuální vítězství veslaře-jednotlivce.

## Úspěchy
- 2000 MČR do 23 let – skif 1. místo
- 2001 SP Mnichov – skif 5. místo
- 2001 MS Lucern (Švýcarsko) – skif 10. místo
- 2002 Světová regata FISA do 23 let – skif, 1. místo
- 2002 SP celkové pořadí – skif 1. místo
- 2002 Akademické mistrovství světa Nottingham – skif, 1. místo
- 2003 MS Milán (Itálie) – skif 4. místo
- 2004 LOH Atény (Řecko) – skif 4. místo
- 2004 MČR Veslařský kanál Račice – skif 1. místo
- 2004 MČR Veslařský kanál Račice – dvojskif 1. místo
- 2005 MS Gifu (Japonsko) – skif 2. místo
- 2006 MS Eton Lake (Velká Británie) – skif 2. místo
- 2007 MS Mnichov – skif 4. místo
- 2007 ME Poznaň – skif, 2. místo
- 2008 LOH Peking (Čína) – skif 5. místo
- 2008 LOH Peking (Čína) – dvojskif 6. místo
- 2008 ME Athény – skif 1. místo
- 2009 SP celkové pořadí – skif 1. místo
- 2009 MS Poznaň (Polsko) – skif 3. místo
- 2009 ME Brest (Bělorusko) – skif, 2. místo
- 2010 MS Karapiro (Nový Zéland) – skif 4. místo
- 2011 MS Bled (Slovinsko) – skif 1. místo
- 2011 ME Plovdiv (Bulharsko) – skif 1. místo
- 2012 LOH Londýn (Velká Británie, Eton Lake) – skif 1. místo
- 2013 ME Sevilla (Španělsko) – skif 1. místo
- 2014 ME Bělehrad (Srbsko) – skif 1. místo [6]
- 2015 ME Poznaň (Polsko) – skif 1. místo [7]
- 2015 MS Lac d'Aiguebelette (Francie) – skif 2. místo [8]